# 土肥謙二
土肥 謙二（どひ けんじ）は、日本の医学者・医師。専門は、救急医学・脳神経外科学・脳卒中医学。学位は、博士（医学）。昭和医科大学医学部救急・災害医学講座主任教授、昭和医科大学病院救命救急センター長・救急医療センター長・救命救急科診療科長。

## 人物
有賀徹の後任として昭和大学救急医学講座（2017年より救急・災害医学講座に改称）の主任教授を務めている。

## 略歴
- 1992年3月 - 昭和大学医学部卒業[1]
- 1992年5月 - 昭和大学医学部脳神経外科学講座入局[1]
- 1992年5月 - 昭和大学大学院医学研究科入学（1997年3月修了）[1]
- 1993年4月 - 西島脳神経外科病院脳神経外科[1]
- 1994年4月 - 国立東京第二病院脳神経外科[1]
- 1996年4月 - 昭和大学医学部脳神経外科学講座員外助手[1]
- 1997年7月 - 昭和大学医学部脳神経外科学講座助手[1]
- 2002年9月 - 昭和大学医学部救急医学講座助手[1]
- 2006年4月 - 昭和大学医学部救急医学講座専任講師・医局長[1]
- 2011年6月 - 昭和大学医学部救急医学講座専任講師、昭和大学藤が丘病院救急医学科医局長[1]
- 2013年9月 - 東京慈恵会医科大学救急医学講座講師、東京慈恵会医科大学附属病院救急部診療医長[1]
- 2014年1月 - 東京慈恵会医科大学救急医学講座准教授、東京慈恵会医科大学附属病院救急部診療医長[1]
- 2016年8月 - 昭和医科大学医学部救急医学講座主任教授、昭和大学病院救急医学科診療科長・救命救急センター長、東京慈恵会医科大学救急医学講座客員講師[1][2]
- 2017年4月 - 昭和医科大学医学部救急・災害医学講座主任教授、昭和大学病院救命救急センター長・救急医学科診療科長、東京慈恵会医科大学救急医学講座客員講師[1]
- 2019年4月 - 昭和医科大学医学部救急・災害医学講座主任教授、昭和大学病院救命救急センター長・救急医療センター長・救命救急科診療科長、東京慈恵会医科大学救急医学講座客員講師[1][3][4]